# Château de Stedten

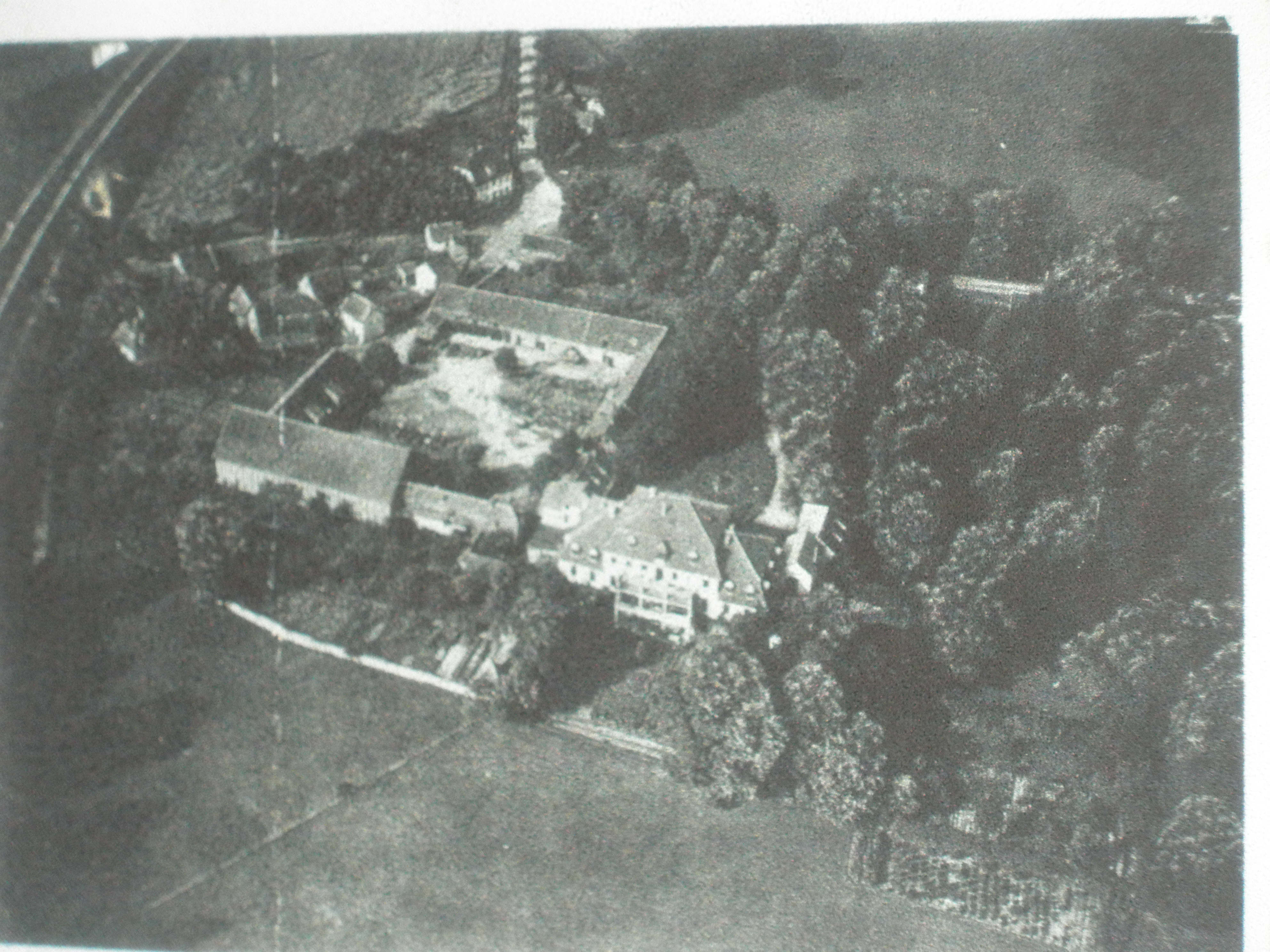
Vue aérienne du château de Stedten dans les années 1930

Le château de Stedten (Schloss Stedten) était un château de style baroque qui était situé en Thuringe en Allemagne. Construit en 1735, fréquenté par Goethe, il a été démoli en 1948 lors de l'occupation par l'armée soviétique.

## Historique
Le château a été construit en 1735.
En 1735, Christoph Dietrich Keller acquit le domaine Stedten et y fit construire un palais baroque pour sa famille sur l'emplacement d'un ancien château à douves. Deux ans plus tard, il était anobli par l'empereur Charles VI. 
Son fils Dorotheus Ludwig Christoph Graf von Keller était en bons termes avec Christoph Wieland et Johann Wolfgang von Goethe. En 1775, Goethe a lu son Urfaust à la famille von Keller dans le château. En 1789, Christoph von Keller fut élevé au rang de comte. 
Le 10 septembre 1945, des réformes agraires sont intervenues par l'ordonnance de l'administration d'État de Thuringe (Administration militaire soviétique en Allemagne). Les comtes de Keller ont été expropriés et expulsés sans compensation. A quelques mètres du village, ils ont été attaqués et volés. La propriété a ensuite été divisée et les bâtiments du manoir ont été démolis.